# Salacia fraseri
Salacia fraseri är en nässeldjursart som beskrevs av Calder 1991. Salacia fraseri ingår i släktet Salacia och familjen Sertulariidae. Inga underarter finns listade i Catalogue of Life.